# Jaguar XF-R
De Jaguar XF-R wordt de krachtigste versie van de Jaguar XF van de Britse automobielconstructeur Jaguar. De eerste officiële informatie en foto's werden op 9 januari 2008 bekendgemaakt. Naar verwachting zal de auto op de North American International Auto Show in Detroit aan het publiek voorgesteld worden en zou begin 2009 op de markt verschijnen.
De XF-R krijgt een 5,0-liter V8-motor met supercharger die een vermogen van 510 pk levert en een koppel van 625 Nm. Hiermee accelereert de auto in 4,9 seconden van 0 naar 100 km/u en heeft hij een elektronisch afgeregelde topsnelheid van 250 km/u. De auto ligt een stuk lager op de weg dan de XF en beschikt over twee dubbele uitlaten en 20" velgen.